# Robbi, Tobbi und das Fliewatüüt (Film)
Robbi, Tobbi und das Fliewatüüt ist ein deutsch-belgischer Kinderfilm, der lose auf dem gleichnamigen Buch des Sylter Autors Boy Lornsen basiert. Der Film wurde von der Wüste Film & Wüste Film West in Co-Produktion mit Walking The Dog und Studiocanal Film produziert und lief am 1. Dezember 2016 in den deutschen Kinos an.

## Handlung
Der elfjährige Tobbi Findteisen lebt mit seinen Eltern in der Kleinstadt Tütermoor, wo er regelmäßig von Mitschülern schikaniert wird. Als eines Tages der Roboter Robbi auf die Erde abstürzt, beginnt sich sein Leben grundlegend zu ändern. Robbis Eltern sind ebenfalls auf der Erde gelandet und warten nun am Nordpol auf Hilfe. Tobbi und Robbi machen sich auf den Weg mit einem Gefährt, das Tobbi erfunden und zusammen mit einer Rockerbande auf dem Schrottplatz zusammengebaut hat, dem sogenannten Fliewatüüt, das fliegen und auf dem Wasser und dem Land fahren kann.
Der Unternehmer Sir Joshua, Chef der Technikfirma PlumPudding, hat es ebenfalls auf die Roboter abgesehen, da er ihre Technik, die Maschinen Gefühle verleiht, in seine Geräte einbauen lassen möchte. Er heuert die Agenten Sharon Schalldämpfer und Brad Blutbad an, die Robbi und Tobbi verfolgen sollen. Auf dem Weg zum Nordpol treffen Robbi und Tobbi auf der Nordsee auf den einsamen Leuchtturmwächter Matti, der die beiden zwar zunächst an die Agenten verrät, sich dann jedoch mit ihnen anfreundet und sie weiterfliegen lässt.
Am Nordpol treffen sie auf das Inuit-Mädchen Nunu, die sich gemeinsam mit Robbi und Tobbi auf die Suche macht. Die Eltern von Robbi wurden jedoch bereits von den Agenten gefunden und zurück nach Deutschland gebracht, wo sie nun untersucht werden sollen. Gemeinsam mit Nunu schaffen es Robbi und Tobbi jedoch, die beiden Roboter zu befreien. Diese leben von nun an ebenfalls in Tobbis Familie, und dieser unternimmt mit Robbi weiterhin Ausflüge mit dem Fliewatüüt, um seine neu gewonnenen Freunde zu besuchen.

## Produktion
Gedreht wurde für den Film in Köln und Bad Driburg. Die Dreharbeiten, die das Städtchen Tütermoor zeigen, fanden im nordfriesischen Friedrichstadt statt. Die Premiere war am 20. November 2016 im Kölner Cinedom.

## Kritik
Die deutsche Film- und Medienbewertung verlieh dem Film das Prädikat „Besonders Wertvoll“ und schrieb dazu:

„ROBBI, TOBBI UND DAS FLIEWATÜÜT ist eine wunderschöne und fantasievolle Neuverfilmung eines wahren Klassikers, die alten und neuen Fans der Geschichte viel Vergnügen bereiten wird.“

Die Website Filmstarts.de vergab 3 von 5 Sternen und schrieb dazu:

„Harmlos-kurzweiliges, gelungen modernisiertes, manchmal allzu überdeutliches Kinderabenteuer (nur) für die ganz kleinen Kinogänger.“

## Auszeichnungen
- Bucheon International Fantastic Film Festival 2017: Save Energy, Save Earth Film Award[8]